# Miguel Santín del Castillo
Miguel Santín del Castillo fue el presidente de la República de El Salvador del 7 de febrero al 24 de junio de 1858 y del 18 de septiembre de 1858 al 19 de enero de 1859.
El 7 de febrero de 1858, el Senador Presidente don Lorenzo Zepeda, entregó el mando supremo al Presidente electo, General Miguel Santín del Castillo, para el período constitucional 1858-1860.
En mayo de 1858, Santín del Castillo establece una Academia Militar en San Salvador para la enseñanza táctica de artillería, infantería y caballería.
El 24 de junio de 1858 se siente enfermo y deposita el mando supremo en el Segundo Designado General Gerardo Barrios. El 18 de septiembre de 1858 el General Gerardo Barrios le entrega el mando supremo. En el 19 de enero de 1859 entrega el mando supremo al general Joaquín Eufrasio Guzmán.